# Nando (football, 1921)
Pour les articles homonymes, voir Nando.
Fernando González Valenciaga dit Nando, né le 1er février 1921 à Getxo et mort le 3 janvier 1988, est un joueur et entraîneur de football espagnol.